# Antonio Lamaro
Antonio Lamaro (Roma, 2 marzo 1893 – Roma, 25 marzo 1963) è stato un imprenditore italiano del settore edilizio e immobiliare.

## Biografia
Nato a Roma nel 1893, rimasto orfano a undici anni, si trasferisce in Sicilia, a Leni, terra di origine della famiglia, sotto la tutela dello zio sacerdote; frequenta le scuole superiori a Torino e l'università a Roma, dove si laurea in Ingegneria alla vigilia dello scoppio della prima guerra mondiale. Prende parte al conflitto raggiungendo il grado di maggiore; nel dopoguerra avvia nella capitale l'attività edile, costruendo una piccola casa in aperta campagna all'Arco Oscuro, con l'apporto di soli cinque operai; i primi capitali investiti sono i risparmi accumulati con lo stipendio di ufficiale in guerra.
Nel 1920 costituisce le Imprese Lamaro insieme al fratello Guglielmo, ai cugini Vincenzo e Giuseppe e al cognato Giuseppe Carbone. In particolare sarà Vincenzo Lamaro ad affiancare l'imprenditore nella gestione dei cantieri, a partire dalla costruzione di 20 fabbricati con 200 alloggi presso la Stazione Trastevere della capitale.
Le Imprese Lamaro cominciarono a operare a Roma in un periodo turbolento dal punto di vista politico-sociale, ma economicamente vantaggioso per il settore edilizio, a cui il regime fascista rivolge particolare attenzione.
Dopo la Prima guerra mondiale, a Roma si cominciano a intravedere i segnali di un certo dinamismo economico, ma è il settore dell'edilizia che concentra i maggiori interessi: durante il ventennio fascista infatti, sia per la ripresa della crescita demografica, che forma la domanda di abitazioni, sia per lo sventramento urbanistico della città, sia per le possibilità di realizzare ingenti opere pubbliche nei territori coloniali, sono molteplici le occasioni per le società di costruzioni di realizzare ingenti guadagni.
Dopo i primi anni di difficile avvio, le Imprese Lamaro, in società dal 1924 al 1934 con l'imprenditore edile Guglielmo Persichetti, iniziano nel 1925 la loro ascesa con la costruzione di 26 palazzine a Roma, nella zona di Monteverde, mettendo in vendita gli appartamenti a prezzi bassi e con notevoli facilitazioni di pagamento; Lamaro individua presto la linea altamente vantaggiosa dell'edilizia residenziale popolare – che qualifica con il programma “case per tutti” – centrata sulla costruzione del “condominio economico”.
Le prime affermazioni sul mercato edilizio di Roma spingono Lamaro ad aprire una seconda sede a Milano. La formula dell'edilizia popolare permette all'azienda di contrastare gli effetti della crisi che colpisce anche il settore delle costruzioni alla fine del 1929. Lamaro descriverà nel dopoguerra la sua attività come la «formula socialmente avanzata di ripartizione della proprietà edilizia, specialmente urbana, capace di rendere possibile anche ai classificati economicamente modesti l'accesso all'alloggio, da proprietari e non da locatari».
Gli anni trenta sono per l'imprenditore edile quelli della maturità professionale e dell'affermazione all'estero; nel 1931 costituisce la Società Lamaro-Philippe (in cui figura il cognome della moglie), con sede prima a Marsiglia, poi a Parigi, che impianta il primo cantiere a Marsiglia: si tratta della costruzione del complesso Casa d'Italia, che comprende la sede del Consolato e della Camera di commercio. Tre anni dopo Lamaro avvia l'acquisto di terreni in Costa Azzurra, tra Nizza e Montecarlo, e realizza a Èze un complesso di 400 ville, costruendo il nucleo di un nuovo paese con strade, infrastrutture, negozi e un albergo.
Nel 1933 apre la sede di Napoli e dà il via alla realizzazione di immobili panoramici sul lungomare della città partenopea, mentre l'anno successivo viene costituita in Spagna la Sociedad Immobiliaria Lamaro-Berger con sedi a Barcellona e a Madrid.
Continua intanto l'attività a Roma, edificando i gruppi di palazzi presso la stazione Tuscolana, con oltre 3.500 locali economici; dello stesso periodo è il progetto per la costruzione a Milano di un vero e proprio “quartiere modello”: 156.000 metri cubi di fabbricati costruiti su terreni di proprietà presso piazzale Fiume, pensati secondo criteri urbanistici attenti alla situazione ambientale. Altre costruzioni sono avviate, sia in Italia sia in Francia, alla fine degli anni trenta, dai fabbricati costruiti a Roma sulla via Nomentana e sulla via Aurelia, al Parco Lamaro a Napoli, che comprende 13 edifici panoramici, ai 28 fabbricati nelle zone centrali di Marsiglia, fino alla riconversione del più importante e lussuoso albergo della Costa Azzurra, il Riviera Palace di Montecarlo. Nel 1937 è nominato cavaliere del lavoro.
Nel 1940 firma un grandioso progetto che risponde alla sua strategia originaria e vuole dimostrare, scrive Lamaro, la possibilità di «una perfetta corrispondenza tra iniziativa privata, vantaggi per le masse ed interesse dello Stato»: al centro del piano è la costituzione delle società Clam - Case Lamaro ad affitto mite, per la costruzione di 758 alloggi distribuiti tra Apuania Massa, Forlì, Napoli, Avenza, Milano e il Lido di Roma. Approvato da Mussolini, il progetto, a causa della guerra, viene solo in parte realizzato.
Gli anni della guerra sono di stasi e attesa per l'intero settore delle costruzioni. Alla fine degli anni quaranta, Lamaro apre due nuove sedi, una a Buenos Aires l'altra a Montevideo, ma la ripresa economica internazionale coinvolge tutte le società del gruppo, in Italia e in Europa.
La spinta principale viene dal suo progetto delle “case per tutti” che, negli anni della ricostruzione, diventa in Italia programma di Governo; ciò consente alle Imprese Lamaro di portare a compimento tutti i lavori interrotti per la guerra e di espandere ulteriormente l'attività sulla base di quelli che erano stati per circa trent'anni gli obiettivi imprenditoriali del fondatore. Sono migliaia gli alloggi progettati negli anni cinquanta su terreni di proprietà che contribuiscono al rinnovamento edilizio di Roma, Milano, Napoli, Barcellona, Marsiglia, Buenos Aires e Montevideo.
In quegli stessi anni fonda la Scuola Edilizia Lamaro, con sede a Roma, per gli orfani dei lavoratori caduti sul lavoro, che dota di una sede e di diverse borse di studio.
Lamaro muore a Roma nella primavera del 1963, lasciando diversi scritti, nei quali sintetizza la sua visione imprenditoriale e politico-sociale dell'edilizia popolare.

## Opere
- Quello che tutti cerchiamo: maggiore giustizia sociale, La casa per le masse e l'ideologia fascista
- L'edilizia economica del dopoguerra: previsioni e programmi.